# U-417 (tàu ngầm Đức)
U-417 là một tàu ngầm tấn công  Lớp Type VII thuộc phân lớp Type VIIC được Hải quân Đức Quốc Xã chế tạo trong Chiến tranh Thế giới thứ hai. Nhập biên chế năm 1942, nó chỉ thực hiện được một chuyến tuần tra duy nhất và không đánh chìm được mục tiêu nào trước khi bị một máy bay ném bom B-17 Flying Fortress của Không quân Hoàng gia Anh đánh chìm trong Bắc Đại Tây Dương về phía Đông Nam Iceland vào ngày 11 tháng 6, 1943.

## Thiết kế và chế tạo

### Thiết kế

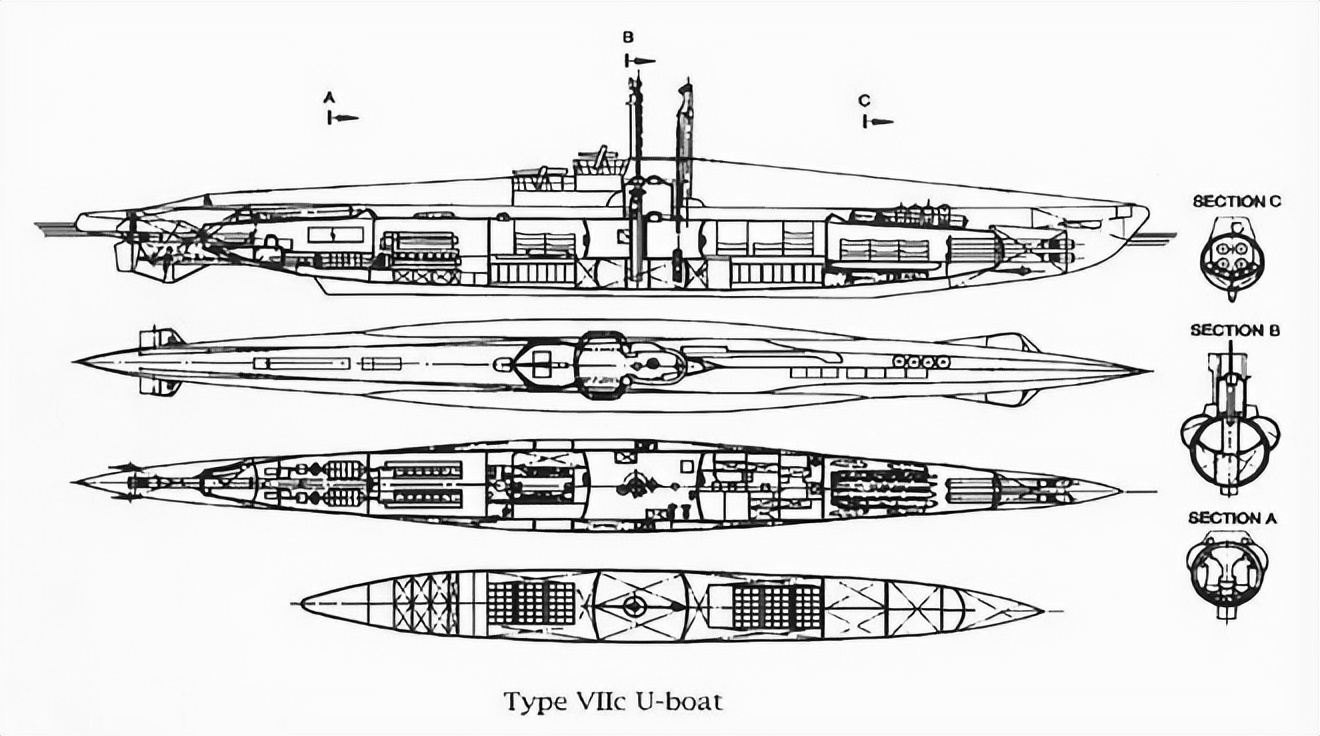
Sơ đồ các mặt cắt một tàu ngầm Type VIIC

Phân lớp VIIC của Tàu ngầm Type VII là một phiên bản VIIB được kéo dài thêm. Chúng có trọng lượng choán nước 769 t (757 tấn Anh) khi nổi và 871 t (857 tấn Anh) khi lặn). Con tàu có chiều dài chung 67,10 m (220 ft 2 in), lớp vỏ trong chịu áp lực dài 50,50 m (165 ft 8 in), mạn tàu rộng 6,20 m (20 ft 4 in), chiều cao 9,60 m (31 ft 6 in) và mớn nước 4,74 m (15 ft 7 in).
Chúng trang bị hai động cơ diesel Germaniawerft F46 siêu tăng áp 6-xy lanh 4 thì, tổng công suất 2.800–3.200 PS (2.100–2.400 kW; 2.800–3.200 bhp), dẫn động hai trục chân vịt đường kính 1,23 m (4,0 ft), cho phép đạt tốc độ tối đa 17,7 kn (32,8 km/h), và tầm hoạt động tối đa 8.500 nmi (15.700 km) khi đi tốc độ đường trường 10 kn (19 km/h). Khi đi ngầm dưới nước, chúng sử dụng hai động cơ/máy phát điện Garbe, Lahmeyer & Co. RP 137/c  tổng công suất 750 PS (550 kW; 740 shp). Tốc độ tối đa khi lặn là 7,6 kn (14,1 km/h), và tầm hoạt động 80 nmi (150 km) ở tốc độ 4 kn (7,4 km/h). Con tàu có khả năng lặn sâu đến 230 m (750 ft).
Vũ khí trang bị có năm ống phóng ngư lôi 53,3 cm (21 in), bao gồm bốn ống trước mũi và một ống phía đuôi, và mang theo tổng cộng 14 quả ngư lôi, hoặc tối đa 22 quả thủy lôi TMA, hoặc 33 quả TMB. Tàu ngầm Type VIIC bố trí một hải pháo 8,8 cm SK C/35 cùng một pháo phòng không 2 cm (0,79 in) trên boong tàu. Thủy thủ đoàn bao gồm 4 sĩ quan và 40-56 thủy thủ.

### Chế tạo
U-417 được đặt hàng vào ngày 20 tháng 1, 1941, và được đặt lườn tại xưởng tàu Danziger Werft ở Danzig (nay là Gdańsk thuộc Ba Lan) vào ngày 16 tháng 9, 1941. Nó được hạ thủy vào ngày 6 tháng 6, 1942, và nhập biên chế cùng Hải quân Đức Quốc Xã vào ngày 26 tháng 9, 1942 dưới quyền chỉ huy của Hạm trưởng, Trung úy Hải quân Wolfgang Schreiner.

## Lịch sử hoạt động
Sau khi hoàn tất việc huấn luyện trong thành phần Chi hạm đội U-boat 8, U-417 được điều sang Chi hạm đội U-boat 6 từ ngày 1 tháng 6, 1943 để hoạt động trên tuyến đầu. Chiếc tàu ngầm khởi hành từ cảng Kiel vào ngày 3 tháng 6 cho chuyến tuần tra duy nhất trong chiến tranh. Nó tiến ra Bắc Hải, rồi băng qua khe GIUK giữa quần đảo Faroe và Iceland với ý định sẽ vòng qua quần đảo Anh để tiến ra Đại Tây Dương.
Trên đường đi vào ngày 11 tháng 6, ở vị trí về phía Đông Nam Iceland, U-417 bị một máy bay ném bom B-17 Flying Fortress thuộc Liên đội 206 Không quân Hoàng gia Anh (RAF) tấn công, và bị đánh chìm tại tọa độ 63°20′B 10°30′T / 63,333°B 10,5°T. Toàn bộ 46 thành viên thủy thủ đoàn của U-417 đều tử trận.
Hỏa lực phòng không của U-417 cũng đã bắn rơi chiếc B-17, và toàn bộ tám thành viên đội bay phải chia sẻ chiếc bè cứu sinh duy nhất cho đến ngày 14 tháng 6, khi họ được một thủy phi cơ PBY Catalina Hải quân Hoa Kỳ phát hiện. Tuy nhiên chiếc Catalina lại bị rơi khi tìm cách hạ cánh để cứu vớt đội bay B-17, và chín thành viên đội bay trôi nổi trên hai be cứu sinh. Đội bay chiếc B-17 được một chiếc Catalina khác thuộc Liên đội 190 RAF cứu vớt, nhưng chỉ một người thuộc đội bay Catalina Hoa Kỳ được cứu vớt năm ngày sau đó.